# Sankt Kathrein am Offenegg
Sankt Kathrein am Offenegg, St. Kathrein am Offenegg – gmina w Austrii, w kraju związkowym Styria, w powiecie Weiz. Liczy 1118 mieszkańców (1 stycznia 2015).